# Dr. Slump
Dr. Slump (jap. Dr.スランプ Dokutā Suranpu) – shōnen-manga napisana i zilustrowana przez Akirę Toriyamę, wydawana na łamach magazynu Shūkan Shōnen Jump i w formie tomowej przez wydawnictwo Shūeisha w latach 1980–1984.
Na podstawie mangi powstała również adaptacja anime, za której produkcję odpowiedzialne było Toei Animation. Powstało ogółem 320 odcinków (243 w latach 1981–1986 i 74 w latach 1997–1999).

## Manga
Po raz pierwszy ukazała się w 5 numerze tygodnika Shūkan Shōnen Jump w styczniu 1980. Seria składa się z krótkich kilkunastostronicowych rozdziałów, które zazwyczaj nie mają ze sobą związku przyczynowo-skutkowego. Jest to zbiór komediowych gagów, aluzji i cytatów z różnych popkulturowych produktów. Znajdziemy w nich np. Godzillę czy Ultramana. Akira Toriyama kontynuował serię przez cztery kolejne lata do sierpnia 1984 roku.
W Polsce Dr. Slump był wydawany przez wydawnictwo JPF, lecz seria została zawieszona po 25 tomikach (18 tomów podzielono na połowy, więc seria początkowo miała liczyć 36 tomików). Ostatni tomik ukazał się w listopadzie 2003 roku. Po prawie 10 latach seria została wznowiona, a 26 tomik ukazał się we wrześniu 2013. Następne mają ukazywać się z miesięczną częstotliwością. W polskiej wersji językowej zostały zmienione imiona bohaterów.

## Miejsca
Pingwinówek (ang. Pinguin Village) – wieś, miejsce zamieszkania Aralki, Jurka, Gaciusia i innych bohaterów.

## Bohaterowie

### Spadkowscy (Norimaki)
- Doktor Jurek Spadkowski „Slump” (jap. 則巻千兵衛 Norimaki Senbee) – genialny naukowiec mieszkający we wsi Pingwinówek. To dzięki niemu powstała Aralka i wiele innych wynalazków. Jurek jest zboczeńcem, który nie miał początkowo szczęścia u kobiet. Zakochał się w nauczycielce Aralki- Zośce Zawierusze, która początkowo odrzucała go, jednak ostatecznie została jego żoną. Odżywia się głównie zupkami chińskimi.
- Aralka Spadkowska (jap. 則巻アラレ Norimaki Arare) – wesoły i dziecinny robot płci żeńskiej stworzony przez Jurka. Aralka posiada niezwykłą moc i szybkość, choć jest krótkowzroczna i nosi okulary. Lubi bawić się z Gaciusiem, najczęściej w zbieranie odchodów. Z wyjątkiem jej stwórcy oraz jego przeciwników nikt w Pingwinówku nie wie, że Aralka jest robotem.
- Gaciuś (jap. 則巻ガジラ Norimaki Gajira) – wszystkożerny chłopczyk przypominający aniołka, który został zesłany w postaci jajka przez Boga w prehistorii by zniszczyć życie na Ziemi, jednak jajko zostało przewiezione do obecnych czasów przez Jurka i Aralkę, gdzie Gaciuś się wykluł. Gaciuś umie latać i zjeść prawie wszystko oprócz gumy. Po pewnym czasie okrył się kokonem w którym rozdwoił się na dwóch Gaciusiów. Jego japońskie imię jest połączeniem nazw dwóch słynnych filmowych potworów – Gamery i Godzilli.
- Zofia Zawierucha (jap. 山吹みどり Yamabuki Midori) – nauczycielka w szkole podstawowej w Pingwinówku. Uczy czternastoletnie dzieci m.in. Aralkę, jednak (z pewnością ze względu na dzieci) na poziomie zerówki. Od początku serii Jurek pragnie ją poślubić, jednakże oświadczenie zostaje złożone podczas przygotowań do niego (Zofia słyszy je przebywając w toalecie). Nieoczekiwane szczęście Jurka przypieczętowane jest szybkim ślubem, a po jakimś czasie rodzi im się syn Turbo.
- Turbo Spadkowski (jap. 則巻ターボ Norimaki Tābo) – syn Jurka i Zofii. Będąc niemowlakiem został potrącony przez samochód, a następnie uprowadzony przez kosmitów, który ulepszyli jego zdolności i wyposażyli w nadludzkie moce włącznie z lataniem, superinteligencją, zdolnością mówienia oraz tworzenia urządzeń.

### Zieloni (Kimidori)
- Pamela Zielony (jap. 木緑あかね Kimidori Akane) – najlepsza koleżanka Aralki, z którą chodzi do tej samej klasy. Uwielbia sprawiać kawały Jurkowi i pić alkohol, za to nienawidzi się uczyć. Razem z rodzicami i siostrą mieszka w Kawiarni Czajnik.

Seiyū: Kazuko Sugiyama (Anime 1), Hiroko Konishi (Anime)
- Tekla Zielony (jap. 木緑葵 Kimidori Aoi) – starsza siostra Pameli, jest właścicielem Kawiarni Czajnik.

Seiyū: Naomi Jinbo (Anime 1), Hiroko Emori (Anime 2)
- Zenon Zielony (jap. 木緑紺 Kimidori Kon) – ojciec Pameli i Tekli.

Seiyū: Banjou Ginga (Anime 1), Hideyuki Tanaka (Anime 2)
- Zdzisława Zielony (jap. 木緑紫 Kimidori Murasaki) – mama Pameli i Tekli oraz siostra Gochy Groch. Chodząc uwielbia kręcić tyłkiem.

### Grochowie (Soramame)
- Jasiek Groch (jap. 空豆タロウ Soramame Tarō) – starszy brat Picia, kuzyn Tekli i Pameli oraz kolega Aralki. Jego marzeniem jest zostać policjantem, które po pewnym czasie spełnia się. Pali papierosy. W połowie serii zaczął chodzić z Ciang Ciong Pac.

Seiyū: Toshio Furukawa (Anime 1), Shinichirou Ohta (Anime 2)
- Piotrek „Piciu” Groch (jap. 空豆ピースケ Soramame Piisuke) – młodszy brat Jaśka, kolega Aralki. Ma czternaście lat chociaż na tyle nie wygląda. Zawsze nosi na głowie dziwne czapki. Uwielbia zbierać autografy od różnych dziwaków przebywających w Pingwinówku. Jest zakochany w Luśce.

Seiyū: Naomi Jinbo (Anime 1), Megumi Urawa (Anime 2)
- Karol Groch (jap. 空豆クリキントン Soramame Kurikinton) – ojciec Jaśka i Pićka. Właściciel zakładu fryzjerskiego UFAsoli. Jest fanem Aralki, ale nie przepada za jej twórcą Jurkiem. Dawniej był policjantem.

Seiyū: Kouji Totani (Anime 1), Nobuaki Kanemitsu (Anime 2)
- Gocha Groch (jap. 空豆まめ Soramame Mame) – mama Jaśka i Picia, siostra Zdzisławy Zielony.

### Pacowie (Tsun)
- Ping Pong Pac (jap. 摘突詰 Tsun Tsukutsun) – kolega Aralki, który chodzi z nią do tej samej klasy. Wraz z rodziną przybył z Chin. Uwielbia ćwiczyć sztuki walki, a najbardziej kung fu. Wydawać by się mogło, że jest najnormalniejszym mieszkańcem Pingwinówka, jednak gdy dotknie go dziewczyna zmienia się w ogromnego tygrysa.

Seiyū: Shigeru Chiba (Anime 1), Ryoutarou Okiayu (Anime 2)
- Ciang Ciong Pac (jap. 摘鶴燐 Tsun Tsururin) – koleżanka Aralki, siostra Ping Ponga. Posiada nadprzyrodzone zdolności telekinezy, teleportacji oraz lewitacji. Jest dziewczyną Jaśka.

Seiyū: Yuuko Mita (Anime 1), Houko Kuwashima (Anime 2)
- Mało Pac (jap. 摘鶴天 Tsun Tsuruten) – ojciec Ping Ponga i Ciang Ciong. Wraz z rodziną przybył z Chin. Podobnie jak Jurek jest wynalazcą uwielbia oglądać gazety dla dorosłych.

Seiyū: Hiroshi Ohtake (Anime 1), Kouji Yada (Anime 2)
- Czyng Wartong Pałacang Niewiadomong Jak Aleng Pac (jap. 摘詰角田野廷遊豪 Tsun Tsuntsunodanoteiyuugou) – żona Mało oraz matka Ping Ponga i Ciang Ciong o dość długim imieniu. Wraz z rodziną przybyła z Chin. Zna wiele sztuk walki m.in. kung-fu.

Seiyū: Mitsuko Horie (Anime 1), Michie Tomizawa (Anime 2)

### Policja w Pingwinówku
- Pagos (jap. パゴス) – wysoki, chudy policjant, partner Gary. Zazwyczaj jeździ pokracznym samochodzikiem policyjnym, który zawsze jest rozwalany przez Aralkę. W polskiej wersji językowej bezimienny.

Seiyū: Masaharu Satou (Anime 1)
- Gara (jap. ガラ) – mały, krępy murzyn z ustami „pożeracza arbuzów” (zob. blackface). Jest partnerem Pagosa i razem z nim jeździ samochodem, który jest rozwalany przez Aralkę. W polskiej wersji językowej bezimienny.

Seiyū: Isamu Tanonaka (Anime 1)
- Komendant (jap. ギャオス Gyaosu) – niski, krępy z bokobrodami szef policji w Pingwinówku.

Seiyū: Kouji Totani (Anime 1), Bin Shimada (Anime 2)
- Charmy Yamada (jap. チャーミー山田) – niski policjant w stylu Gwiezdnych Wojen.

Seiyū: Ryou Horikawa (Anime 1)
- Polly Bakettsu (jap. ポリー・バケッツ) – wybuchowa i lekkomyślna policjantka. Uwielbia wlepiać mandaty za złe parkowanie oraz strzelać z karabinu maszynowego, który często nosi przy sobie.

Seiyū: Toshiko Fujita (Anime 1), Masako Katsuki (Anime 2)
- Bolesław Nadętousty – mały chłopiec z oddziałów specjalnych policji, pogromca potworów, potrafi zmieniać się w Ultramana.

### Pozostali
- Dr Amihsirot – nienawidzi Jurka i jest jego największym wrogiem. Podobnie jak Spadkowski jest geniuszem. Gdy dowiaduje się o istnieniu Aralki za wszelką cenę chce ją zniszczyć, dlatego też konstruuje całą serię robotów, które ku jego rozpaczy nie mają z nią szans. Nazwisko doktora jest ananimem nazwiska pracodawcy autora mangi – Kazuhiko Torishimy.
- Kwaskoman – człowiek, który podaje się za superbohatera, ale oczywiście nim nie jest. Jak sam siebie określa: obrońca wdów i sierot. Gdy dzieje się coś (niekoniecznie złego) przebiera się w strój Kwaskomana i wkracza do akcji (działając zwykle na szkodę sprawiedliwości). Jego pseudonim pochodzi od jadanych przez niego kwaśnych śliwek.
- Grzybasia Genowefa Sałatkowska – mała dziewczynka jeżdżąca na trycyklu z fryzurą strzyżoną według miski; nie lubi „obciachu” i „wiochy”, których to uosobieniem jest Aralka i towarzyszący jej Gaciuś; sama pozuje na czaderską laskę.
- Śmieszko Wielki – kosmita o dziwnej budowie ciała (z tyłkiem na głowie i uszami na stopach), uważający siebie za króla wszechświata. Towarzyszy mu doradca noszący okulary.
- Tażan – samozwańczy król dżungli, a następnie placu zabaw; towarzyszy mu małpa, a później żaba Czita.
- Popuszczek – mały psotny diabełek-morderca, mimo swoich szczerych chęci nie może pozbyć się Aralki, która go przeraża swoim zachowaniem; wówczas to (jak mówi) „popuszcza”, stąd też jego nazwa; później jej dobry kumpel.
- Wiochna – sprzedawczyni papierosów w kiosku w Pingwinówku.
- Dionizy Kasztanołebski – człowiek o wielkiej głowie w kształcie kasztana, który jest nauczycielem w liceum.
- Lis Żegnalis – kolega Aralki, który posiada zdolność zmieniania wyglądu (por. kitsune).
- Wielki Potwór Łubudubiec – potwór, który atakował pewnego razu Pingwinówek.
- Prosiak Chrumski
- Drakurzyca
- Tatko i Mamka – rodzice Grzybasi.
- Spokuś
- Luśka – dziewczyna Picia.
- Banda Fly Milk – trzyosobowy „gang motocyklistów” (jeżdżą na trójkołowych rowerkach) uważających się z tego powodu za twardzieli, który przegrywa w dziwnych rywalizacjach (kupki oraz smarki) z Aralką.
- Musashi Miyamoto
- Zmoczucha
- Bzykoman – człowiek, który podaje się za superbohatera.
- Chłopek Roztropek – prosty chłop (rolnik), mieszkaniec Pingwinówka.
- Nizły Kozak – pracownik pingwinówkowej kliniki.
- Chłopczyk bez twarzy – mały chłopiec pracujący w domu strachów w Pingwinówku, któremu Aralka i Gaciuś dorysowali twarz markerem.
- Dziadek i Franio – dziadek i kuzyn Jurka, obaj zachwycają się takimi cudami techniki jak długopisem, mieszkają w bardzo odległej od Pingwinówka wiosce: podróż furmanką do jego domu zajęła im dwa lata; wróciwszy do domu helikopterem pilotowanym przez Spadkowskiego (w ciągu godziny) zostali zaatakowani przez mieszkańców wioski jako kosmici, którzy porwali Dziadunia i Franka.
- Porucznik Borewik
- Kosmit Lakulakumańczyk
- Sługa Śmieszka Wielkiego
- Haraczov
- Miss złodziejek
- Szef bandziorów
- Pachołek A
- Pachołek B

## Filmy
- Dr. Slump and Arale-chan: Hello! Wonder Island (jap. Dr.スランプ アラレちゃん ハロー!不思議島 Dr. Slump Arare-chan Haroo! Fushigi Jima) (1981)
- Dr. Slump (jap. ドクタースランプ) (1982)
- Dr. Slump and Arale-chan: Hoyoyo, Great Round-the-World Race (jap. Dr.スランプ アラレちゃん ほよよ世界一周大レース Dr. Slump Arare-chan Hoyoyo Sekai Isshuu Dai-Reesu) (1983)
- Dr. Slump and Arale-chan: Hoyoyo! The Treasure of Nanaba Castle (jap. Dr.スランプ アラレちゃん ほよよ!ナナバ城の秘宝 Dr. Slump Arare-chan Hoyoyo! Nanaba-jou no Hihou) (1984)
- Dr. Slump and Arael-chan: Hoyoyo! Dream Capital Mecha Police (jap. Dr.スランプ アラレちゃん ほよよ!夢の都メカポリス Dr. Slump Arare-chan Hoyoyo! Yume no Miyako Meka Porisu) (1985)
- Dr. Slump and Arale-chan: N-cha! Penguin Villiage is Swelling Then Fair (jap. Dr.スランプ アラレちゃん んちゃ!ペンギン村はハレのち晴れ Dr. Slump Arare-chan N-cha! Pengin-mura wa Hare nochi Hare) (1993)
- Dr. Slump and Arale-chan: N-cha! Love Comes From Penguin Villiage (jap. Dr.スランプ アラレちゃん んちゃ!ペンギン村より愛をこめて Dr. Slump Arare-chan N-cha! Pengin-mura yori Ai wo komete) (1993)
- Dr. Slump and Arale-chan: Hoyoyo!! Follow the Rescued Shark... (jap. Dr.スランプ アラレちゃん ほよよ!!助けたサメに連れられて… Dr. Slump Arare-chan Hoyoyo!! Tasuketa Same ni Tsurerarete...) (1994)
- Dr. Slump and Arale-chan: N-cha!! Trembling Heart of the Summer (jap. Dr.スランプ アラレちゃん んちゃ!!わくわくハートの夏休み Dr. Slump Arare-chan N-cha!! Wakuwaku Haato no Natsuyasumi) (1994)
- Dr. Slump: Arale’s Surprise (jap. ドクタースランプ アラレのびっくりバーン Doctor Slump: Arale no Bikkuri Baan) (1999)
- Dr. Slump: Dr. Mashirito and Abale-chan (jap. Dr.SLUMP Dr.マシリト アバレちゃん Dr. Slump: Dr. Mashirito Abale-chan) (2007)

## Wersja Polska
W Polsce anime było emitowane na antenie RTL 7, od października 1999 w blokach Odjazdowe kreskówki i Siódemka dzieciakom w wersji francuskiej. Wyemitowano 54 odcinki.
Opracowanie: na zlecenie RTL7 STUDIO START ŁÓDŹ

Udźwiękowienie: STUDIO EUROPA

Tekst: Ewa Laubich

Czytał: Paweł Siedlik